# Anton Tausche
Anton Tausche (27. července 1838 Teplice – 20. listopadu 1898 Teplice) byl rakouský a český zemědělský odborník a politik německé národnosti, v 2. polovině 19. století poslanec Českého zemského sněmu a Říšské rady.

## Biografie
Narodil se v Teplicích. Na zemědělské škole v Mosonmagyaróváru získal agronomické vzdělání. V roce 1864 po absolvování školy nastoupil na praxi do zemědělství, zpočátku jako adjunkt na šlechtickém velkostatku v Dobříčanech. V roce 1868 se stal hospodářským inspektorem na velkostatku Veselíčko na Písecku, kde setrval po osm let. Během této etapy svého profesního života zasedal rovněž v okresním zastupitelstvu v Milevsku a Bechyni. V roce 1877 se stal členem zemské zemědělské rady. Zasedal též ve výboru pro zlepšení sociálních podmínek obyvatel Krušnohoří a sám navrhl množství reforem zemědělské výroby v této oblasti. Působil i jako zemědělský pedagog.
Na počátku 80. let 19. století se zapojil i do zemské a celostátní politiky. V doplňovacích volbách roku 1881 byl zvolen na Český zemský sněm za kurii venkovských obcí (obvod Kadaň, Přísečnice, Doupov). Mandát obhájil za týž obvod i ve volbách v roce 1883, volbách v roce 1889 a volbách v roce 1895.
Patřil k německým liberálům (takzvaná Ústavní strana, později Německá pokroková strana). Byl členem ústřední komise pro revizi katastru pozemkové daně v Čechách.
Zasedal rovněž dlouhodobě v Říšské radě (celostátní zákonodárný sbor), kam poprvé usedl po volbách roku 1879, kdy byl zvolen za kurii venkovských obcí, obvod Cheb, Aš, Kraslice atd. Mandát obhájil ve volbách roku 1885 a volbách roku 1891. Ve volbách roku 1897 mandát neobhájil, protože ho v jeho volebním okrsku porazil nacionálně radikální Georg von Schönerer.
V říjnu 1879 je zmiňován na Říšské radě coby člen mladoněmeckého Klubu sjednocené Pokrokové strany (Club der vereinigten Fortschrittspartei). Od roku 1881 byl členem klubu Sjednocené levice, do kterého se spojilo několik ústavověrných (liberálně a centralisticky orientovaných) politických proudů. Za tento klub uspěl i ve volbách roku 1885. Po rozpadu Sjednocené levice přešel do frakce Německý klub. V roce 1890 se uvádí jako poslanec obnoveného klubu německých liberálů, nyní oficiálně nazývaného Sjednocená německá levice. I ve volbách roku 1891 byl na Říšskou radu zvolen za klub Sjednocené německé levice. Z klubu Sjednocené německé levice vystoupil roku 1896.
Zasedal v čestných zemědělských a národohospodářských korporacích. Krušnohorské město Suniperk mu udělilo čestné občanství. Zemřel v listopadu 1898 v Teplicích, kam se uchýlil v poslední době před smrtí.